# Cydistomyia aberrans
Cydistomyia aberrans är en tvåvingeart som beskrevs av Philip 1970. Cydistomyia aberrans ingår i släktet Cydistomyia och familjen bromsar. Inga underarter finns listade i Catalogue of Life.